# سوسکچه‌های نخستین آرییوبلوس
سوسکچه‌های نخستین آرییوبلوس(نام علمی: Araiobelus) نام یک سرده از زیرخانواده سوسکچه‌های نخستین بلینا است.